# Костоган
Костога́н (каз. Қостоған) — село у складі Меркенського району Жамбильської області Казахстану. Адміністративний центр Жанатоганського сільського округу.
У радянські часи село називалось Костаган.
Населення — 2106 осіб (2021; 2099 у 2009, 1915 у 1999, 2186 у 1989).